# Huceine ibne Ali Almagribi
Abu Alcacim Huceine ibne Ali Almagribi (Abu'l-Qasim al-Husayn ibn Ali al-Maghribi) foi um estadista sênior em serviço do Califado Abássida, do Reino Iquíxida e da dinastia hamadânida.

## Vida
Abu Alcacim Huceine foi filho de Ali ibne Maomé Almagribi, um oficial de origem persa, que tornou-se chefe do divã Almagribe (diwan al-maghrib - "departamento do Oriente"), de onde sua família adquiriu o nisba de "Almagribi". Como seu pai, Huceine foi empregado na burocracia central abássida em Bagdá, onde casou-se com a irmã de outro oficial, [[Abu Ali Harune ibne Abdal Azize Alauariji . Após a queda do emir de emires ibne Raique em 942, Huceine e seu cunhado deixaram o Iraque e procuraram serem empregados em outro local. Huceine e sua família posteriormente assentaram-se no Egito, onde entrou no serviço de seu governante, Maomé ibne Tugueje Iquíxida. Em algum momento depois — segundo P. Smoor, provavelmente em 946, quando iquíxida morreu e Abul Misque Cafur assumiu o governo de facto dos domínios iquíxidas — eles deixaram o Egito em direção a corte do emir hamadânida Ceife Adaulá em Alepo.
Huceine permaneceu em Alepo como secretário (catibe) até o fim de sua vida. Por 965, ascendeu até tornar-se uma personalidade importante nos assuntos do Emirado Hamadânida, como evidenciado pelo fato de que brevemente serviu como refém dos bizantinos durante as negociações para uma troca de prisioneiros. Ele morreu logo depois, ou, segundo alguns relatos, antes de seu retorno ao território hamadânida. Seu filho, Alboácem Ali, sucedeu-o no serviço hamadânida, antes de dirigir-se à corte fatímida, onde permaneceu até sua execução com quase toda sua família em 1010. Apenas seu neto homônimo, Abu Alcacim Huceine, escapou do massacre e serviu sucessivamente nas cortes buída, maruânida e ucailida.